# Hugo Theodor Christoph

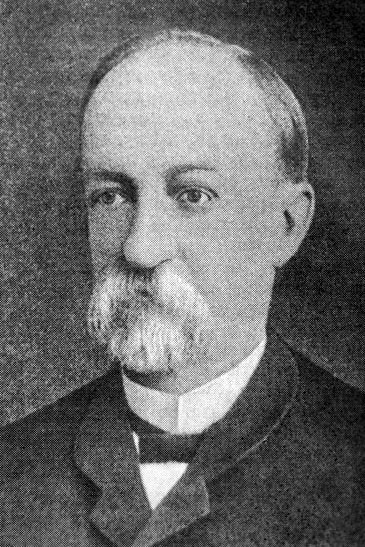
Hugo Theodor Christoph

Hugo Theodor Christoph  (* 4. Apriljul. / 16. April 1831greg. in Herrnhut; † 24. Oktoberjul. / 5. November 1894greg. in Sankt Petersburg, Russisches Kaiserreich) war ein deutschstämmiger Lehrer, Entomologe und Insektenhändler in Russland.

## Leben
Hugo Theodor Christoph besuchte gemeinsam mit seinem Jugendfreund Heinrich Benno Möschler, mit dem er das Interesse für  die Entomologie teilte und mit dem er gemeinsam die ersten entomologischen Exkursionen im Bereich der Oberlausitz durchführte, die Schule in Herrnhut. Anschließend wechselte er in Niesky auf das Progymnasium, absolvierte das Lehrer-Seminar der Herrnhuter Brüdergemeine, wirkte noch für 7 Jahre in Niesky als Lehrer am Progymnasium und siedelte 1858 in das russische Gouvernement Astrachan nach Sarepta über, wo er in der Folge bis 1870 für die Herrnhuter Brüdergemeine als Lehrer tätig war. 
Nachdem Christoph sich entomologisch zunächst noch weitgehend in der weiteren Umgebung von Sarepta in Südrussland betätigt hatte, unternahm er dann ab 1870 jährlich ausgedehnte entomologische Exkursionen, die ihn unter anderem nach Nordpersien, in den Kaukasus, nach Turkestan sowie an den Amur und den Ussuri führten. Im Jahre 1880 sammelte er für den Großfürsten Nikolai Michailowitsch Romanow in Transkaukasien, trat im Herbst 1881 als Kustos der Sammlungen und Mitarbeiter der ab 1884 herausgegebenen Schriftenreihe Mémoires sur les Lépidopterès in dessen Dienste und siedelte mit seiner Familie nach St. Petersburg über. 
Seine Aufsammlungen von 1863/89 verkaufte er nebenbei unter anderem auch an Otto Staudinger und Andreas Bang-Haas in Dresden.
Er war spätestens seit 1852 Mitglied des von Carl August Dohrn geführten Entomologischen Vereins zu Stettin und wurde später auch Mitglied der Russischen Entomologischen Gesellschaft.
Hugo Theodor Christoph war seit 1864 mit Rosalie, geborene Eck, einer Tochter des Ortsarztes von Sarepta, verheiratet. Das Ehepaar hatte drei Kinder.
In der Entomologie ist er unter anderem Erstbeschreiber von Rethera komarovi (Christoph, 1885), einem Schmetterling (Nachtfalter) aus der Familie der Schwärmer (Sphingidae), und von Jordanita paupera (Christoph, 1887), einem Schmetterling aus der Familie der Widderchen (Zygaenidae). In der Zoologie ist er Erstbeschreiber der von ihm zu Ehren von Karl Renard (1809–1886) benannten Steppenotter Vipera renardi (Christoph, 1861).
Ihm zu Ehren wurde Hodgesiella christophi Koster & Sinev, 2003, ein Schmetterling (Nachtfalter) aus der Familie der Prachtfalter (Cosmopterigidae), benannt.
Seine Privat-Sammlung Microlepidoptera kam über Thomas de Grey, 6th Baron Walsingham an das Natural History Museum in London. Seine Lepidoptera von Russland und Persien kamen zum Teil über N. M. Romanoff 1900 an das Zoologische Museum Sankt Petersburg, wo ebenfalls Sammlungsbestände seiner russischen Coleoptera bestehen.

## Schriften (Auswahl)
- Lepidoptera aus dem Achal-Tekke-Gebirge. Zweiter Theil. In: Mémoires sur les lépidoptères, 2, M. Stassuléwitch, St.-Pétersbourg 1885, S. 119–171, Taf. VI–VIII + XV. (biodiversitylibrary.org)
- Diagnosen neuer Lepidopteren aus Tekke. In: Entomologische Zeitung, 48, Stettin 1887, S. 162–167 (biodiversitylibrary.org)
- Nekrolog. Heinrich Benno Möschler. In: Berliner Entomologische Zeitschrift. 33, 1, 1889, S. 193–196. (biodiversitylibrary.org)